# Gymnasio
Gymnasio is een geslacht van vogels uit de familie uilen (Strigidae). Het geslacht telt één soort:
- Gymnasio nudipes  – Puertoricaanse uil